# Huta cynku „Konstanty” w Dąbrowie Górniczej
Huta cynku „Konstanty” w Dąbrowie Górniczej (Huty Cynkowe) − huta cynku w Dąbrowie Górniczej istniejąca w latach 1815−1939.

## Historia
Huta powstała w 1815 jako zakład rządowy w kolonii Chechłówka (teren obecnego osiedla Karola Adamieckiego), między kopalnią Reden a ulicą Sławkowską (obecna ul. Wojska Polskiego). Wykorzystywała węgiel z kopalni Reden oraz rudy galmanowe pochodzące przede wszystkim z Żychcic, Strzemieszyc Małych, Sławkowa i Olkusza. W 1919 huta przeszła na własność kapitału francuskiego. W 1922 produkcja cynku surowego w hucie wynosiła 150 ton miesięcznie. Swoją działalność huta zakończyła wraz z wybuchem II wojny światowej. Pod koniec lat sześćdziesiątych XX wieku wyburzone zostały ostatnie istniejące budynki huty.